# Syndikering
Syndikering innebär att flera parter går samman och delar på en tillgång eller en uppgift.
Inom radio-, TV- och tidningsvärlden avses ett publiceringsavtal som möjliggör att material blir tillgängligt för flera tidningar eller stationer samtidigt. Inom tidningsvärlden innebär det exempelvis att en kolumnist eller serietecknare kan få sina alster publicerade i flera olika tidningar. Försäljning av syndikerat material sköts av särskilda företag, syndikat.
Termen kan även användas i investeringssammanhang och innebär då att flera investerare går samman för att investera i ett bolag eller projekt. Detta förfarande är vanligt inom venturekapital verksamhet.